# Guillem Martínez i Teruel
Guillem Martínez i Teruel (Cerdanyola del Vallès, Vallès Occidental, 1965) és un escriptor, guionista i periodista català. Publica a ctxt.es i ha col·laborat en altres mitjans com El País Catalunya, Tiempo, Interviú o Playboy. És autor de guions de programes i sèries com Polònia, Gran Nord o Historias de la puta mili. El 2015 va signar un manifest de suport a Barcelona en Comú.

## Obres
- Grandes hits (1999)
- Almanaque. Franquismo pop (2001)
- Pásalo (2004)
- La canción del verano (2007)
- Barcelona rebelde (2009)
- CT o la cultura de la transición (2012), coordinador[3]
- La gran ilusión: Mito y realidad del proceso indepe (2016)[4][5]